# SX Superstar
 (avril 2022).
La mise en forme du texte ne suit pas les recommandations de Wikipédia : il faut le « wikifier ».
Les points d'amélioration suivants sont les cas les plus fréquents. Le détail des points à revoir est peut-être précisé sur la page de discussion.
- Les titres sont pré-formatés par le logiciel. Ils ne sont ni en capitales, ni en gras.
- Le texte ne doit pas être écrit en capitales (les noms de famille non plus), ni en gras, ni en italique, ni en « petit »…
- Le gras n'est utilisé que pour surligner le titre de l'article dans l'introduction, une seule fois.
- L'italique est rarement utilisé : mots en langue étrangère, titres d'œuvres, noms de bateaux, etc.
- Les citations ne sont pas en italique mais en corps de texte normal. Elles sont entourées par des guillemets français : « et ».
- Les listes à puces sont à éviter, des paragraphes rédigés étant largement préférés. Les tableaux sont à réserver à la présentation de données structurées (résultats, etc.).
- Les appels de note de bas de page (petits chiffres en exposant, introduits par l'outil «  Source ») sont à placer entre la fin de phrase et le point final[comme ça].
- Les liens internes (vers d'autres articles de Wikipédia) sont à choisir avec parcimonie. Créez des liens vers des articles approfondissant le sujet. Les termes génériques sans rapport avec le sujet sont à éviter, ainsi que les répétitions de liens vers un même terme.
- Les liens externes sont à placer uniquement dans une section « Liens externes », à la fin de l'article. Ces liens sont à choisir avec parcimonie suivant les règles définies. Si un lien sert de source à l'article, son insertion dans le texte est à faire par les notes de bas de page.
- La présentation des références doit suivre les conventions bibliographiques. Il est recommandé d'utiliser les modèles {{Ouvrage}}, {{Chapitre}}, {{Article}}, {{Lien web}} et/ou {{Bibliographie}}. Le mode d'édition visuel peut mettre en forme automatiquement les références.
- Insérer une infobox (cadre d'informations à droite) n'est pas obligatoire pour parachever la mise en page.

Pour une aide détaillée, merci de consulter Aide:Wikification.
Si vous pensez que ces points ont été résolus, vous pouvez retirer ce bandeau et améliorer la mise en forme d'un autre article.
SX Superstar est un jeu vidéo de course développé par Climax Solent et publié par Acclaim .Il est sorti sur la Xbox, la GameCube et la PlayStation 2. Il a été annoncé le 22 avril 2003 et est sorti le 26 juin 2003 sur la GameCube et le 30 juin 2003 sur la Xbox en Amérique du Nord.

## Modes
- Arena: Ce mode consiste à faire la course dans une arène, elles ont généralement des virages serrés.
- Stunt: Le joueur tente d'accumuler autant de points qu'il le peut dans le temps imparti en faisant des cascades.
- World Record:  Ce mode oblige souvent le joueur à tenter de faire des choses très difficiles. Par exemple, en sautant au-dessus du Grand Canyon.
- Uphill: le joueur passe à travers les portails dans tout le niveau, et une flèche guide le lecteur.

## Localisations
SX Superstar dispose de cinq localisations différents parmi lesquels choisir, chaque localisation contiendra certains des modes ci-dessus, un niveau ne contient pas chaque mode. Les emplacements et les modes qu'ils contiennent sont les suivants:
- Royaume-Uni : contient  l'Arène, Baja, Stunt, et Worl Record
- États-Unis : contient l'Arène, Baja, Uphill et World Record
- Italie: contient l'Arène, Baja, et Stunt.
- Jamaïque : contient l'Arène, Baja, et Stunt.
- Égypte : contient l'Arène et Baja.

## Accueil
- Jeux Vidéo Magazine : 7/20[3]
- Jeuxvideo.com : 13/20[4]